# Milan Dor
Milan Dor (Viena, 25 de juny de 1947) és un director productor, guionista i actor de cinema austríac.

## Vida
Milan Dor és el fill de l'escriptor Milo Dor. Es va graduar a l'Acadèmia de Cinema de Viena el 1972, i el 1977 va ser assistent de direcció en l'adaptació cinematogràfica de la novel·la de Böll Gruppenbild mit Dame amb Romy Schneider i Brad Dourif en els papers principals, i va dirigir cinc llargmetratges i nombroses produccions de televisió als anys vuitanta.
El major èxit de Dor com a director va ser el llargmetratge Malambo amb Klaus Rohrmoser en el paper d'un jove artista a la fuga, que es va projectar al Festival de Cinema de Mannheim va ser guardonat amb el Gran Premi de la Ciutat de Mannheim l'any 1984. El 1993 va aparèixer com a actor a Cappuccino Melange, amb Josef Hader i Alfred Dorfer. El 1994 va filmar la novel·la homònima del seu pare amb Internationale Zone.
Milan Dor és president del Script Forum Vienna]. Està casat amb la productora de cinema Katja Dor-Helmer

## Premis
- 1985: Premi d'art austríac per al cinema[4]
- 2014: Premi de cinema austríac 2014 per Deine Schönheit ist nichts wert al millor llargmetratge[5]

## Filmografia
Amb la productora DOR Film, que va fundar el 1988 amb Danny Krausz, va produir, entre altres coses. els següents llargmetratges i sèries de televisió:
- 1993: Indien
- 1994: Die Knickerbocker-Bande: Das sprechende Grab (també guió)
- 1994: Ich gelobe
- 1995/96: Die Knickerbocker-Bande (també guió)
- 2004: C(r)ook
- 2012: Deine Schönheit ist nichts wert
- 2020: Madison (guió)

Selecció de projectes juntament amb la seva esposa:
- 2004: guió de Villa Henriette
- 2012: guió de Das Pferd auf dem Balkon